# ガイウス・ユニウス・ブブルクス・ブルトゥス (紀元前291年の執政官)
ガイウス・ユニウス・ブブルクス・ブルトゥス（ラテン語: Gaius Iunius Bubulcus Brutus）は共和政ローマのプレブス（平民）出身の政治家・軍人。紀元前291年と紀元前277年に執政官（コンスル）を務めた。

## 経歴

### 最初のコンスルシップ
紀元前291年に執政官に就任、同僚執政官はルキウス・ポストゥミウス・メゲッルスであった。それまでの慣例では、両執政官はそれぞれが担当する地域に関しては、くじ引きで決めることとなっていた。しかし、ブルトゥスの同僚となったメゲッルスはこの慣例を無視し、自身が対サムニウム戦を担当すると宣言した。これに対してブルトゥスは元老院に異議申立てを行ったが、結局は彼の出自がプレブスであることと政治力のなさから（メゲッルスは経験を積んだ3回目の執政官であった）、メゲッルスに従った。

### 二度目のコンスルシップ
紀元前277年に二度目の執政官に就任、同僚執政官はプブリウス・コルネリウス・ルフィヌスであった。両執政官ともに対サムニウム戦を担当することとなったが、そこで両者とも激しい抵抗に遭遇した。その後両執政官の間に不和が生じ、軍は二つに分けられた。東ローマ帝国の歴史家ゾナラス（en）によれば、ブルトゥスはその軍と共にサムニウムに留まり、ルフィヌスはブルティウムとルカニア（en）に向かった。しかし、実際には逆であった可能性もあり、凱旋式のファスティにはブルトゥスがルカニアとブルティウムに勝利して凱旋式を実施したことが記録されている。

## 参考資料
1. ↑  ティトゥス・リウィウス『ローマ建国史』、XXVII, 6
2. ↑  ハリカルナッソスのディオニュシオス『ローマ古代誌』、XVI, 15
3. ↑  ゾナラス『歴史概略』、VIII, 6
4. ↑  凱旋式のファスティ